# Zodiomyces odae
Zodiomyces odae är en svampart som beskrevs av T. Majewski & K. Sugiy. 1989. Zodiomyces odae ingår i släktet Zodiomyces och familjen Laboulbeniaceae.   Inga underarter finns listade i Catalogue of Life.